# کینگز لانگلی، نیو ساوت ولز
کینگز لانگلی (به انگلیسی: Kings Langley) یک حومه شهر در استرالیا است که در نیو ساوت ولز واقع شده‌است.